# Марсель, Габриэль
Габриэ́ль Оноре́ Марсе́ль (фр. Gabriel Honoré Marcel; 7 декабря 1889, Париж, Франция — 8 октября 1973, там же) — французский философ-экзистенциалист, драматург, театральный и музыкальный критик. Член Академии моральных и политических наук. Основные произведения: «Метафизический дневник», «Опыт конкретной философии».

## Биография
Во время Первой мировой войны служил в «Красном кресте». Работал в нескольких литературных журналах, рецензируя иностранную литературу. В 1920-е годы написал несколько пьес, поставленных в Париже. Сначала находился под сильным влиянием Сёрена Кьеркегора, но в 1929 году стал ревностным католиком. Глубокая религиозность и гуманизм отделяли Марселя от последующих французских экзистенциалистов (таких, как Жан-Поль Сартр). С 1945 года он увлекался сочинением музыки (на слова стихотворений Шарля Бодлера и Райнера Марии Рильке).

## Философские взгляды
Основные категории философии Марселя — «бытие» и «обладание». Всякий человек существует как личность, как «Я»; его бытие неотчуждаемо от него, оно — не нечто предметное, внешнее, а нечто внутреннее, переживаемое. Напротив, вещи, предметы, объекты, которыми обладает человек, могут быть отчуждены от него. Особую роль в учении Марселя играет понятие «тело». Моё тело есть не только то, чем я обладаю, оно является также и элементом моего бытия. Моё тело — это граница между «быть» и «иметь», ибо наличие тела — необходимое условие всякого обладания. В отличие от тела, душа есть идеальное бытие.
Мир обладания вторичен по сравнению со сферой бытия. Но современная экономика и техника подталкивают человечество к тому, чтобы оно погрузилось в мир обладания, предав забвению мир бытия. И потому Марсель призывал к преодолению этой роковой тенденции. Кроме того, он связывал отход человека от мира подлинного бытия и с самим существованием государства. Оно, как самый крупный и могущественный социальный и политический институт, заменило в сознании людей самого Бога, что привело к потере правильных ценностей и превращению жизни человека в выполнение предписанных ему функций. Он предсказывал два пути для современного общества: путь надежды или отчаянья. Выход из сложившегося экзистенциального кризиса всего человечества мыслитель видел в восстановлении ценности человека как личности, индивидуализации, отходе от представления о жизни как о череде выполнения функций на благо безликого прогресса.
Марсель также описывал состояние современного человека как утрату его «Я», потерю смысла его существования. Он лицезрел всё углублявшуюся массовость общества, обесценивание личной жизни человека и его самого. Результатом таких изменений стало превращение той функции, которую индивид выполняет в обществе, в цель его существования. В результате этого современный человек утратил свободу, т.к. он больше не создаёт что-то для себя, не испытывает радости от процесса творчества, а лишь выполняет свою социальную роль.
Человеческие проблемы, считал учёный, нельзя решить средствами одного объективного, чисто научного познания. В связи с этим он противопоставлял понятие «проблема» понятию «тайна». Проблема — то, что встречается на моём пути, она всецело передо мной. Тайна же захватывает меня, составляет часть меня самого; в неё нельзя проникнуть чисто рациональным путём. Кроме того, Марсель видел проблему науки в её излишней объективности. Он понимал её как тотальное отчуждение субъекта от своего объекта познания, связанное с необходимостью беспристрастности научных заключений. Однако наука произвела на свет множество смертоносных объектов: ядерное оружие, различные другие достижения НТП и др. Полное подавление субъектом своего личного отношения к тому, что он изучает, привело к созданию подобного рода вещей, что никак нельзя назвать решением насущных проблем.
В сфере бытия место разнообразных отношений к вещам, к объектам занимают межсубъектные непосредственные отношения «я» и «ты». Отношение к другому человеку как к «ты» является подлинным; оно противостоит отношению к нему как к «он», что означает низведение его до уровня вещи. Отношение к другому человеку как к «ты» прокладывает путь к Богу как абсолютному «Ты».
Участие в двух самых кровавых в истории человечества войнах сподвигло философа к размышлению над положением человека в современном мире. Он видел причину такого взлёта уровня жестокости в утрате некого Абсолюта в сознании людей (которым раньше был Бог). На смену ему пришли частные абстрактные идеалы, которые ставятся во главу угла различными людьми (будь то капитал, раса, нация и др.) В связи с такой атомизацией человечества нарастает опасность ещё большего увеличения жестокости, т.к. больше нет связующего агента, объединяющего человечество.
Таким образом, одним из предметов его философских изысканий становится утраченный человечеством Абсолют, или вера. Философ понимал, что традиционная религия уже не может удовлетворить человеческий дух в современном мире. Поэтому он разрабатывал свою концепцию бытия, используя синтез различных религиозных истин, при этом «адаптируя» их под современные нужды. Из-за этого он даже был назван представителем атеистического экзистенциализма Жан-Полем Сартром «христианским экзистенциалистом».

## Произведения
- Марсель Г. Быть и иметь / Перевод И. Н. Полонской. — Новочеркасск: Сагуна, 1994. — 159 с.
- Марсель Г. Трагическая мудрость философии. Избранные работы. — М., 1995. — 187 с.
- Марсель Г. Пьесы / Пер. с фр., вступ. ст. Г. Тавризян. — М.: Изд-во гуманитарной литературы, 2002. — 350 с.
- Марсель Г. Опыт конкретной философии / Пер. с фр. — М., 2004. — 224 с. — (Мыслители XX века).
- Марсель Г. Метафизический дневник / Пер. с фр. В. Ю. Быстрова. — СПб.: Наука, 2005. — 592 с. — (Слово о сущем).
- Марсель Г. Рильке, свидетель духовного. (Лекция вторая) / Предисл. к публ. Г. М. Тавризян // Вопросы философии. — 1998. — № 1. — С. 135—159.
- Марсель Г. К трагической мудрости и за её пределы / Пер. с фр. В. В. Бибихина // Проблемы человека в западной философии. — М.: Прогресс, 1988. — С. 404—419.
- Марсель Г. Ответственность философа в современном мире // Путь в философию. Антология. — М., 2001. — С. 254—267.
- Марсель Г. Присутствие и бессмертие. Избранные работы / Пер. с франц. В.П. Визгина. — М.: Институт философии, теологии и истории святого Фомы, 2007. — 328 с.
- Марсель Г. Человек праведный. Архивировано из оригинала 10 декабря 2007 года. // Пьесы. — М.: Изд-во гуманитарной литературы, 2002.